# Burg Wernstein (Oberfranken)
Die Burg Wernstein liegt am westlichen Rand des gleichnamigen Gemeindeteils des Marktes Mainleus im Landkreis Kulmbach. Sie zählt zu den schönsten Burganlagen in Oberfranken und ist seit über 600 Jahren im Besitz der Familie von Künsberg.

## Geschichte
Die Burg Wernstein wurde, wie sich aus dem Landbuch der Herrschaft Plassenberg von 1398 entnehmen lässt, zwischen 1362 und 1376 an Stelle einer zerstörten Vorgängeranlage errichtet. Als Heinrich von Künsberg zu Berneck am 12. Januar 1376 die in der Pfarrei Schwarzach gelegene Kapelle in Veitlahm als Pfarrei dotierte, traf er die Bestimmung, dass der dortige Geistliche wöchentlich ein oder zwei Messen „zu dem Wernstein“ lesen sollte. Damit wurde die Burg Wernstein erstmals urkundlich erwähnt. Sie befindet sich seither im ununterbrochenen Besitz der Familie von Künsberg. Die Burg war Lehen der Burggrafen von Nürnberg. Vom 20. Januar 1395 datiert der erste erhaltene Lehenbrief durch den Burggraf Johann III. „Wernstein die vesten und den hag“ an Ulrich von Künsberg verlieh.
Hans Friedrich von Künsberg war mit Ursula, einer Erbtochter von Georg, dem letzten Förtsch von Thurnau, verheiratet. Als sein Schwiegervater 1564 in Peesten starb, wurde Hans Friedrich zu einem der Nutznießer des Förtsch'schen Erbes. Der reiche Besitzzuwachs war es wohl, der Hans Friedrich von Künsberg dazu veranlasste, sich ab 1567 durch die Umgestaltung seines Stammsitzes Wernstein in ein prachtvolles Renaissance-Schloss eine standesgemäße Residenz zu schaffen. Nach seinem frühen Tod 1571 heiratete die Witwe Ursula Georg von Künsberg zu Schnabelwaid, der die Umbauarbeiten fortsetzte.
Im Dreißigjährigen Krieg besetzte der schwedische Obrist von Rosen Schloss Wernstein. 1644 berichtete Hans Heinrich von Künsberg, dass das Schloss mit Ringmauern, äußeren und inneren Höfen, Saal, Bräuhaus und Küche „bei vergangenen Kriegswesen auf das äußerste ruinieret“  worden sei. Die Beseitigung dieser Kriegsschäden ließ jedoch nicht lange auf sich warten.

## Baubeschreibung
Wie der Burgenforscher Hellmut Kunstmann betonte, zählt Wernstein zu den schönsten Höhenburgen im fränkischen Raum. Der eigentlichen Kernburg ist im Osten das Untere Schloss vorgelagert. Es besteht aus einem langgestreckten, zweigeschossigen Südostflügel, den Georg von Künsberg gemeinsam mit seiner Gemahlin Ursula 1588 errichten ließ, und einem kurzen, wohl im 18. Jahrhundert entstandenen Nordflügel. An der Außenseite wird die Fassade des Südostflügels durch zwei Halbrundtürme belebt, deren Relief-Bildnismedaillons an den Schönen Hof der Kulmbacher Plassenburg erinnern. Durch das wappengeschmückte äußere Tor betritt man den unteren Schlosshof, der vom Unteren Schloss und von verschiedenen Wirtschaftsgebäuden umsäumt wird und sich mit dem von der äußeren und inneren Ringmauer gebildeten Zwinger fortsetzt. Das Gebäude in der nordwestlichen Ecke des unteren Schlosshofes enthielt einst die mittelalterliche Burgkapelle.
Über eine Treppe gelangt man empor zum mittleren Schlosstor, das die Passage durch die innere Ringmauer vermittelt. Bevor man das innere, spitzbogig gewändete Schlosstor erreicht, erblickt man links den noch 45 Meter tiefen Grundwasserbrunnen. Das Schloss bestand ursprünglich aus einem dreigeschossigen Zweiflügelbau mit mächtigem Westtrakt und einem schmäleren Nordtrakt im rechten Winkel dazu. 1683 entstand ein ebenfalls dreigeschossiger Mansarddachbau, der die Südostecke des Oberen Schlosses einnimmt. 
Das Schloss wird noch von den Nachkommen seiner Erbauer bewohnt und kann deshalb nicht besichtigt werden. 

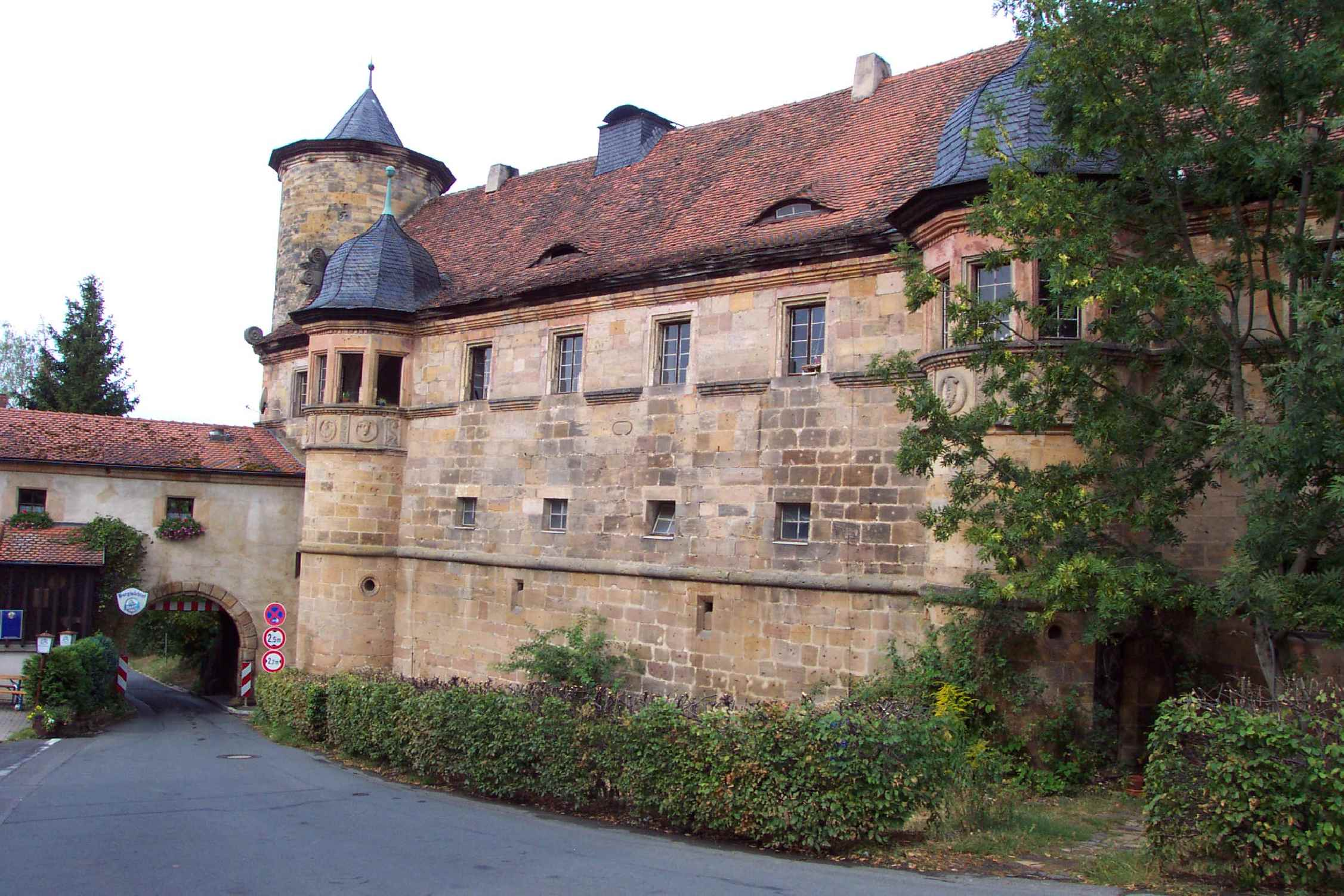
Wernstein, der Südostflügel des Unteren Schlosses
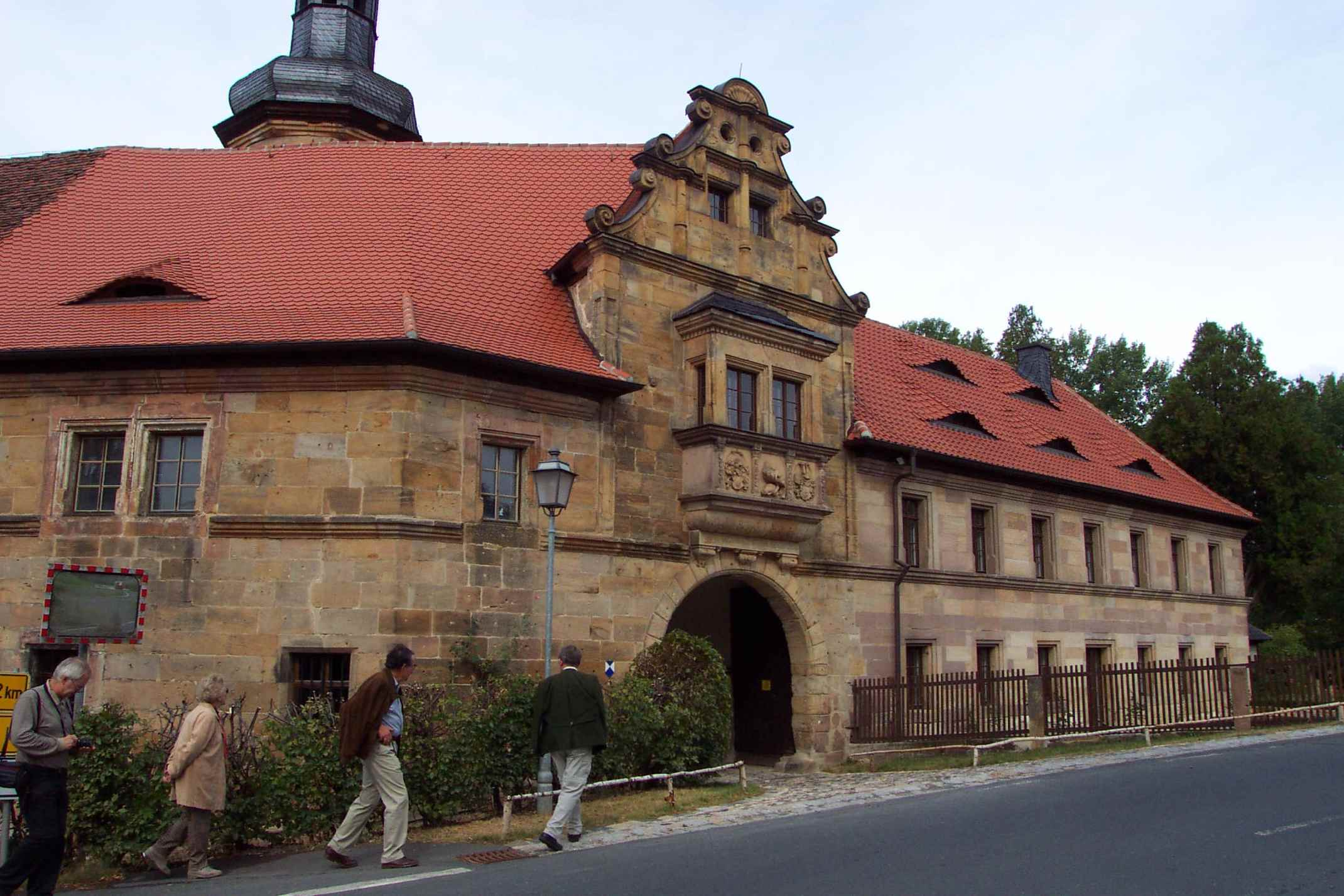
Wernstein, äußeres Tor
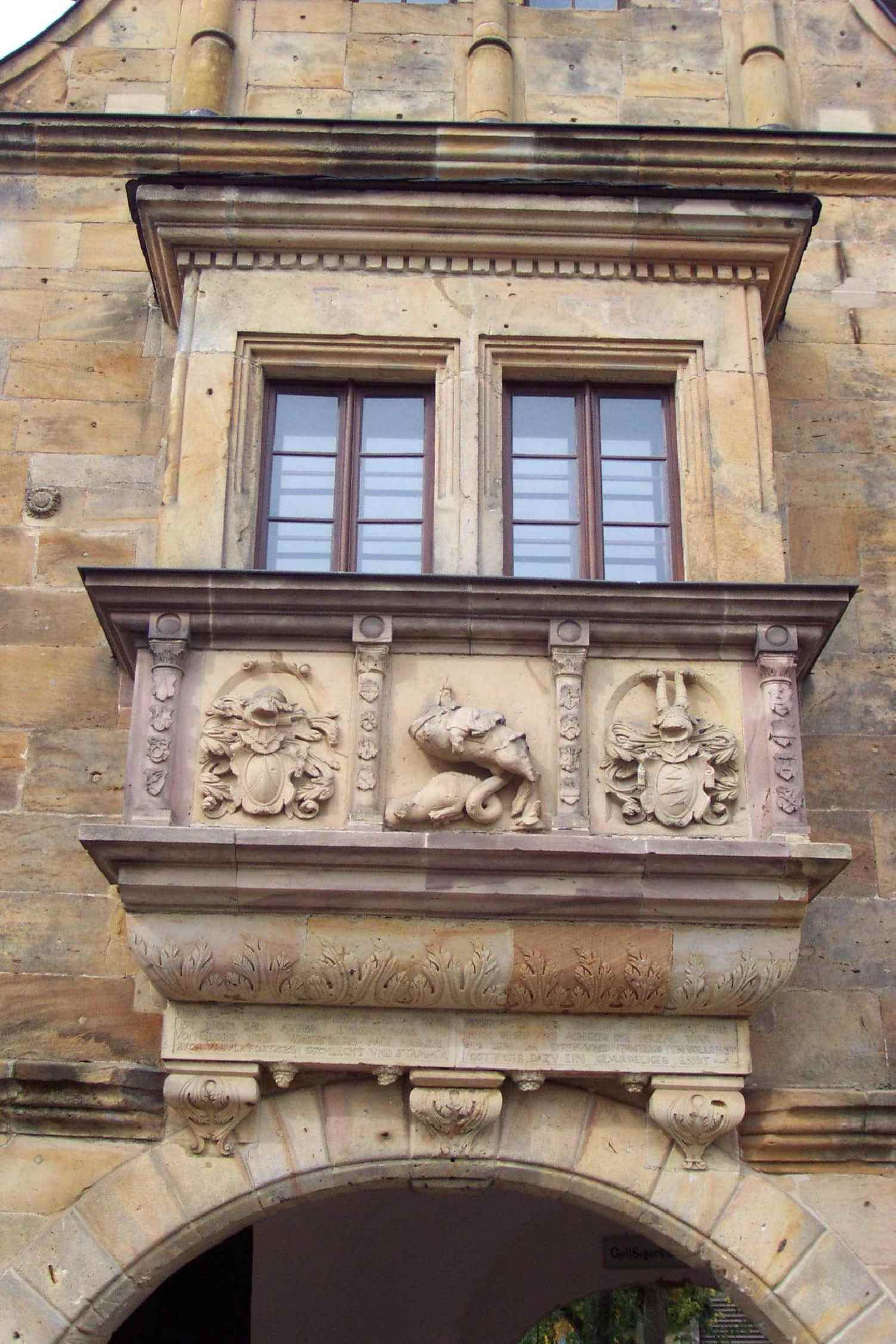
Wernstein, Erker mit Wappen über dem äußeren Tor
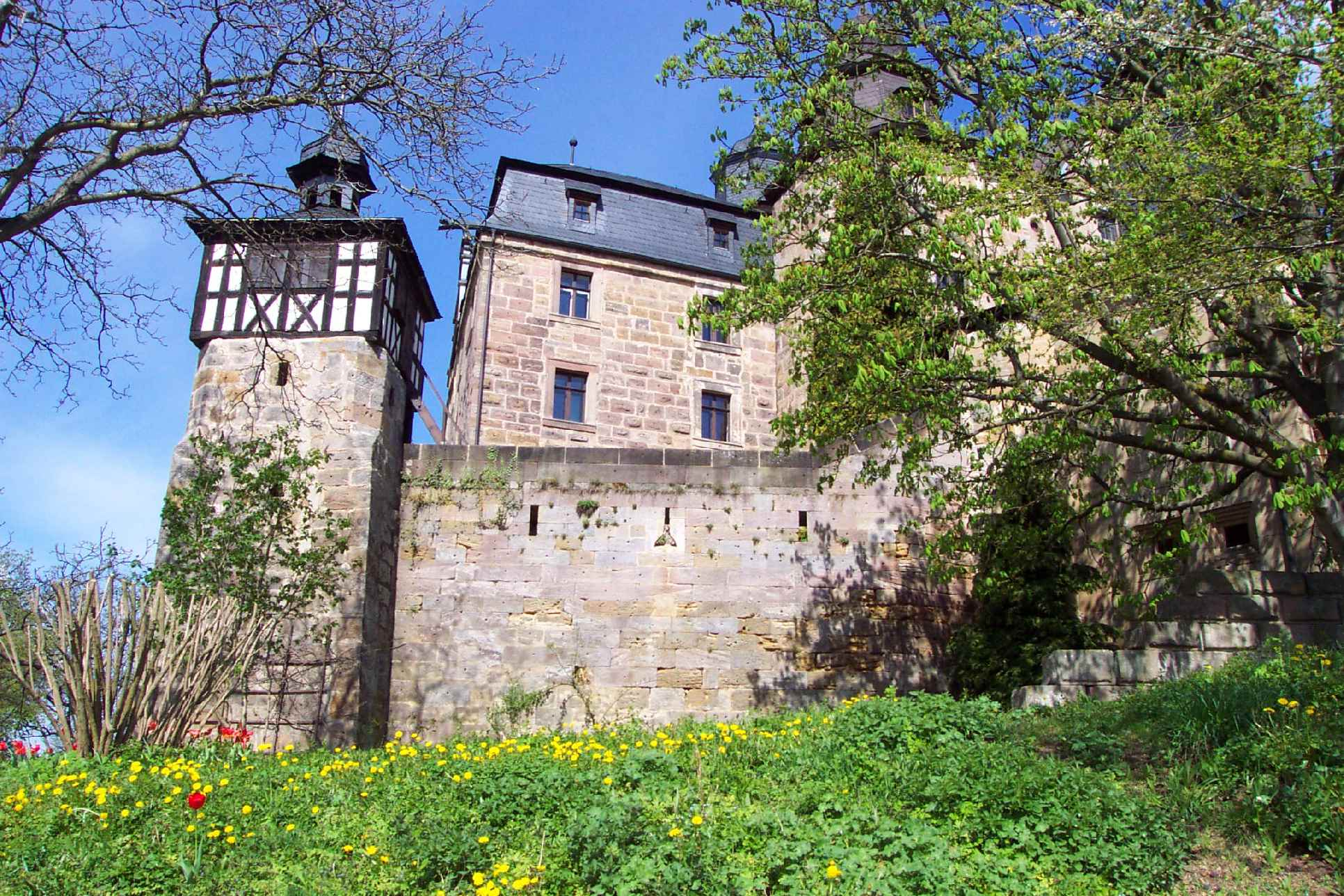
Wernstein, die innere Ringmauer mit dem Oberen Schloss
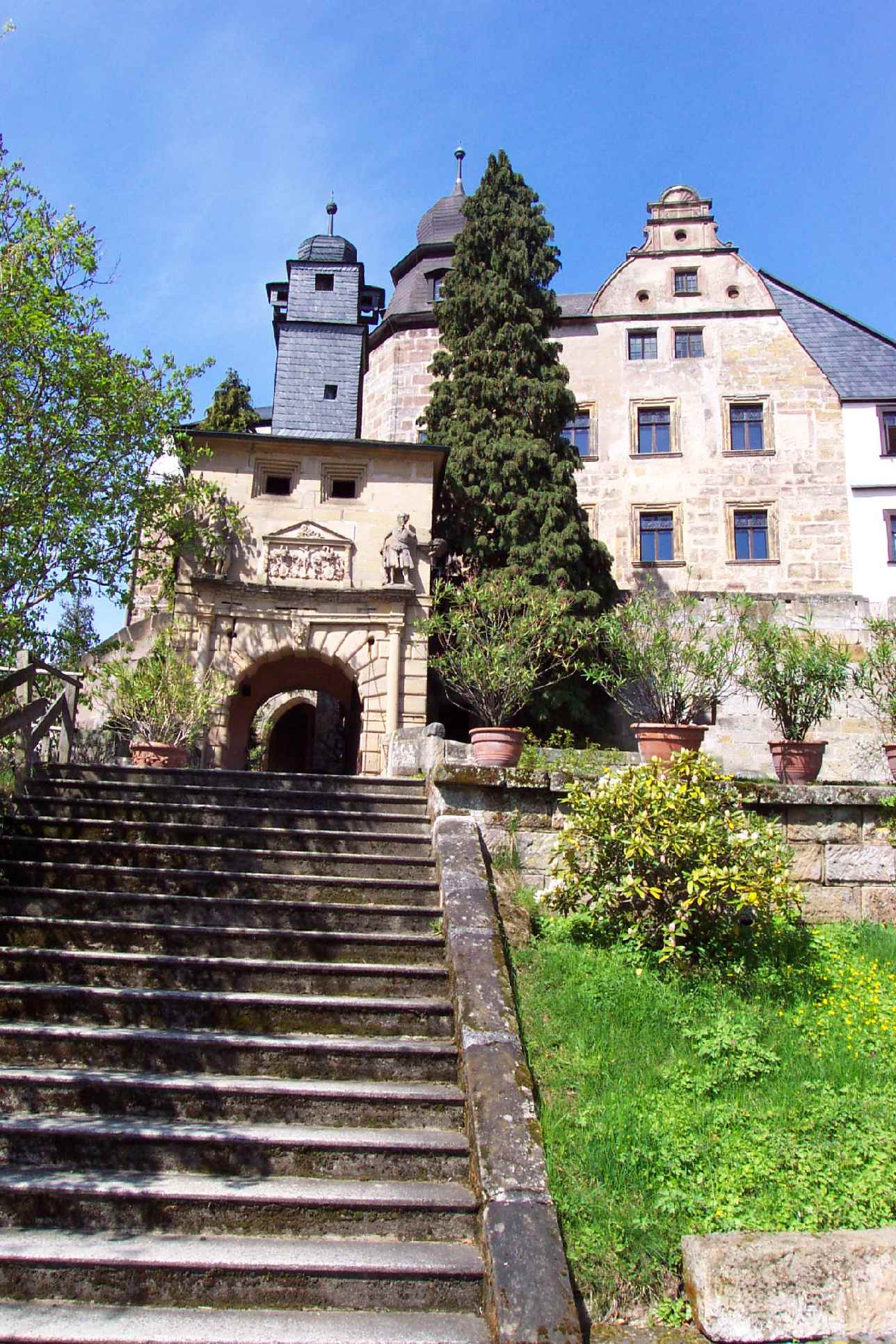
Wernstein, das mittlere Tor mit dem Oberen Schloss
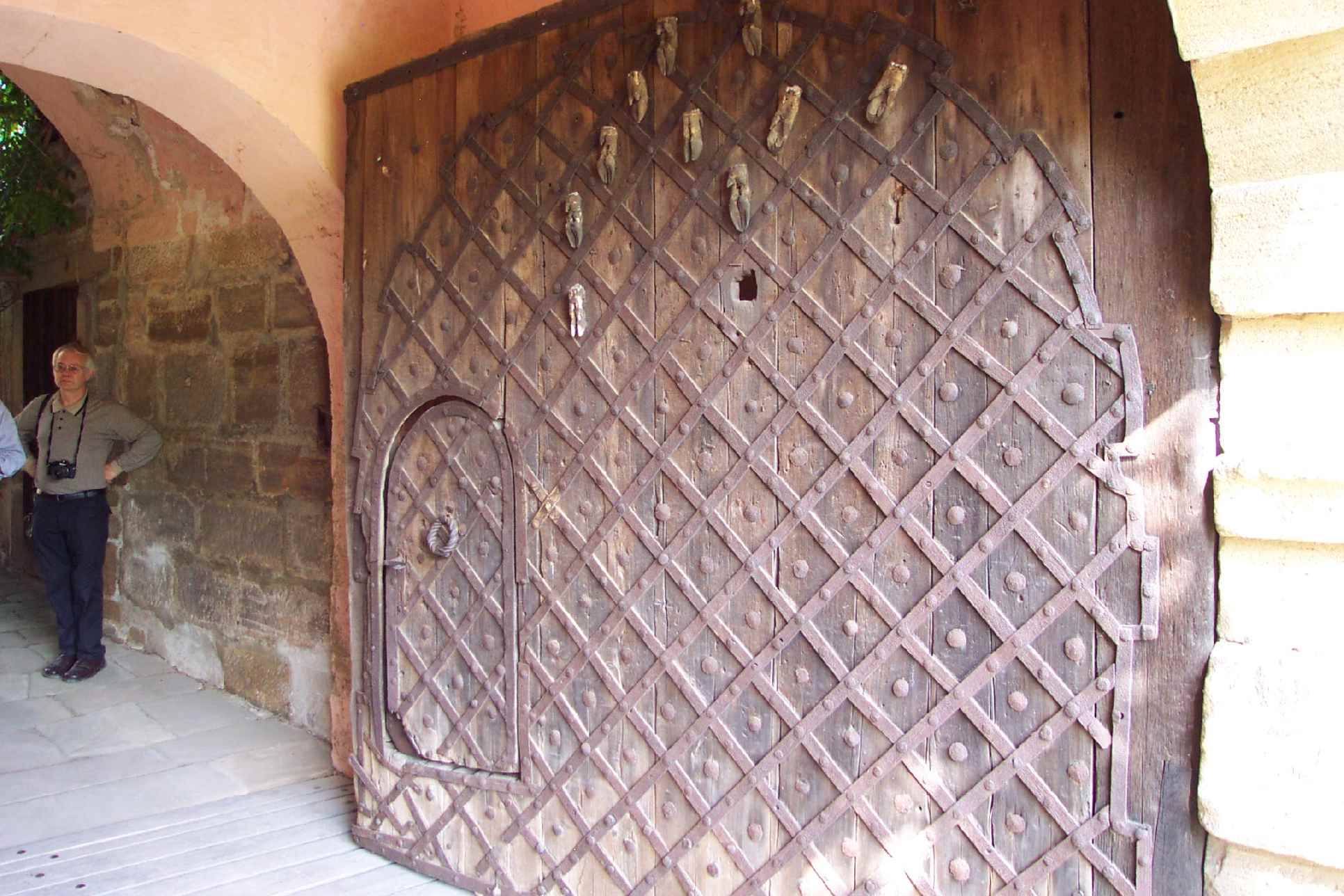
Wernstein, Torflügel des mittleren Tores
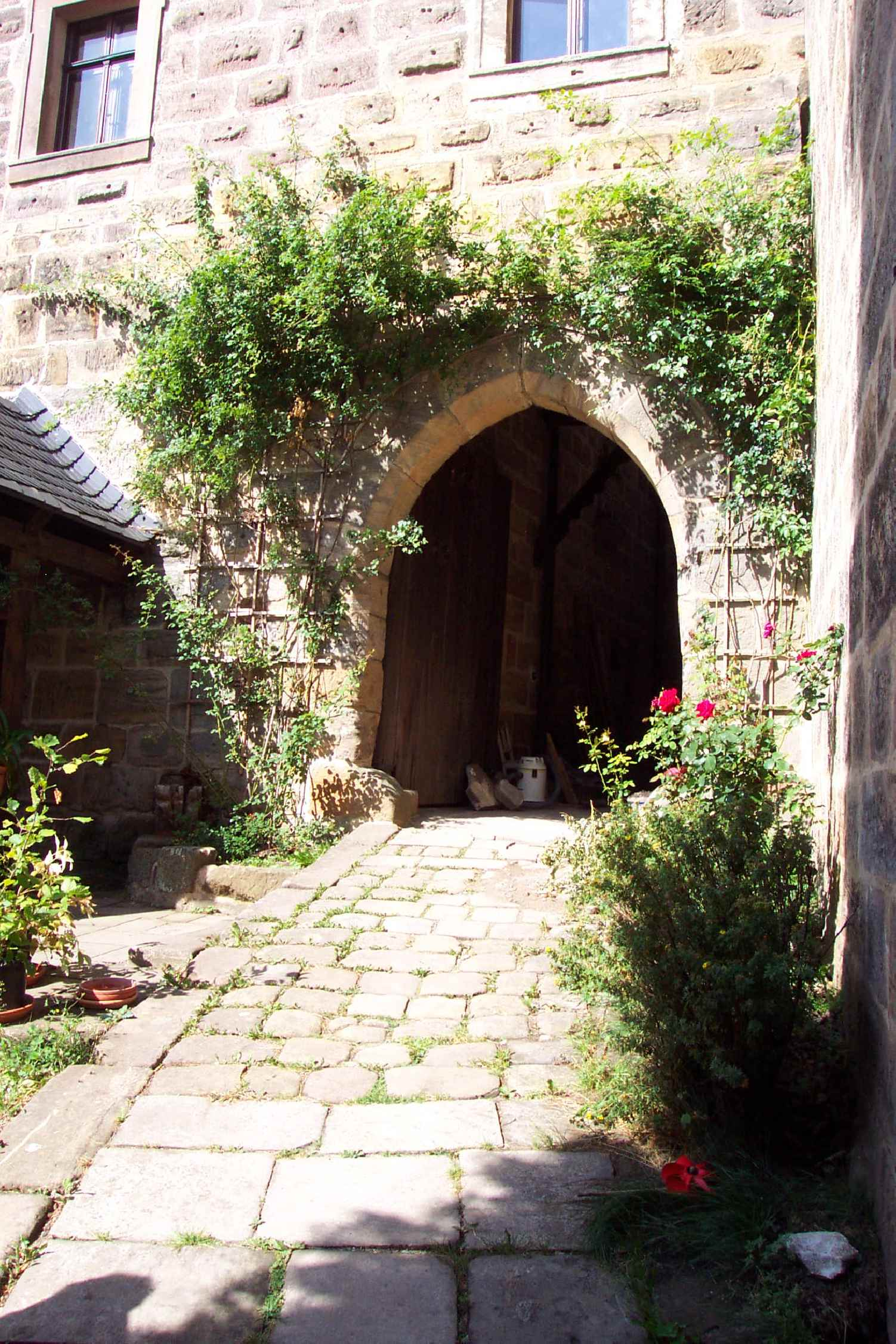
Wernstein, inneres Tor
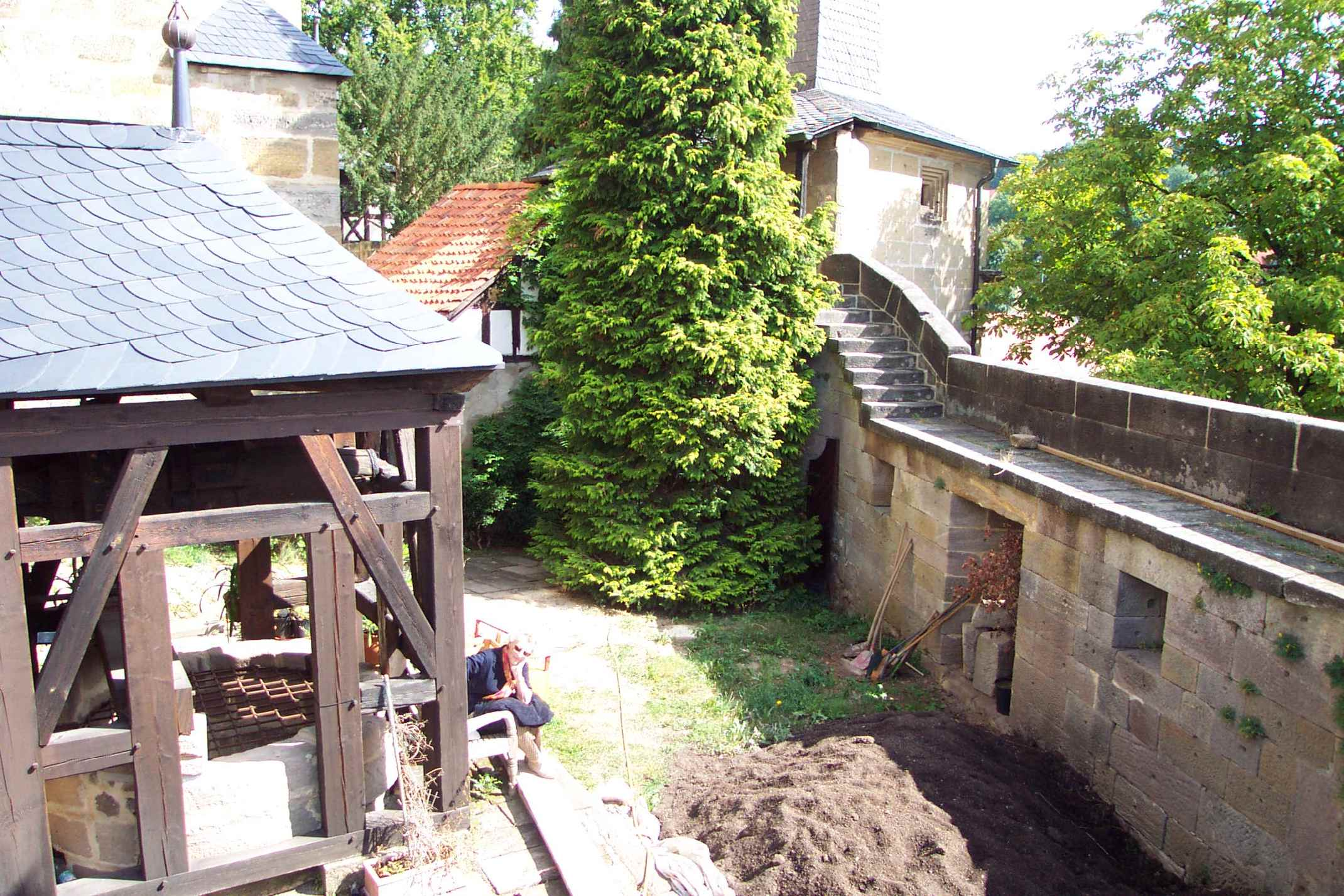
Wernstein, innerer Zwinger mit Grundwasserbrunnen
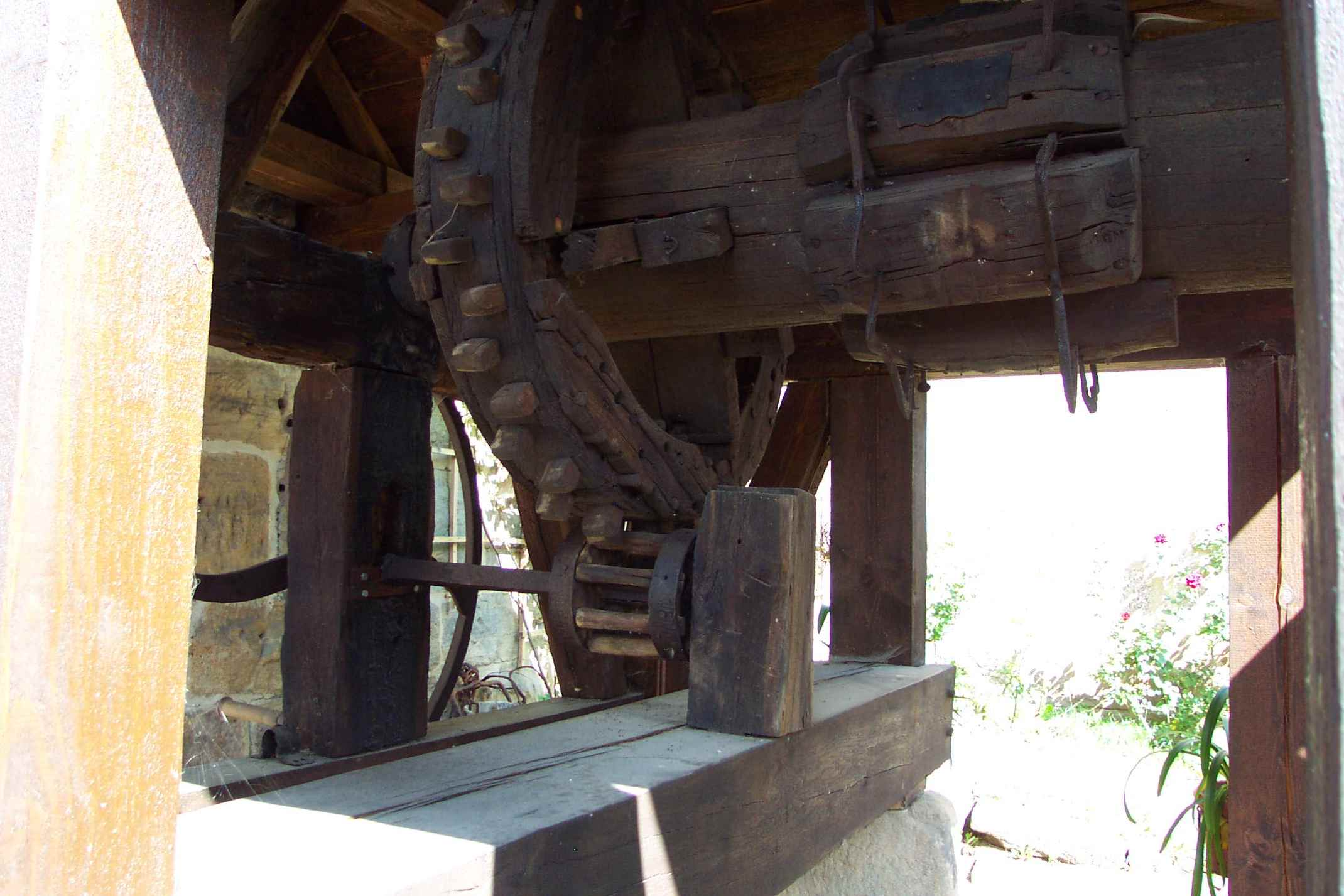
Wernstein, Brunnenwinde
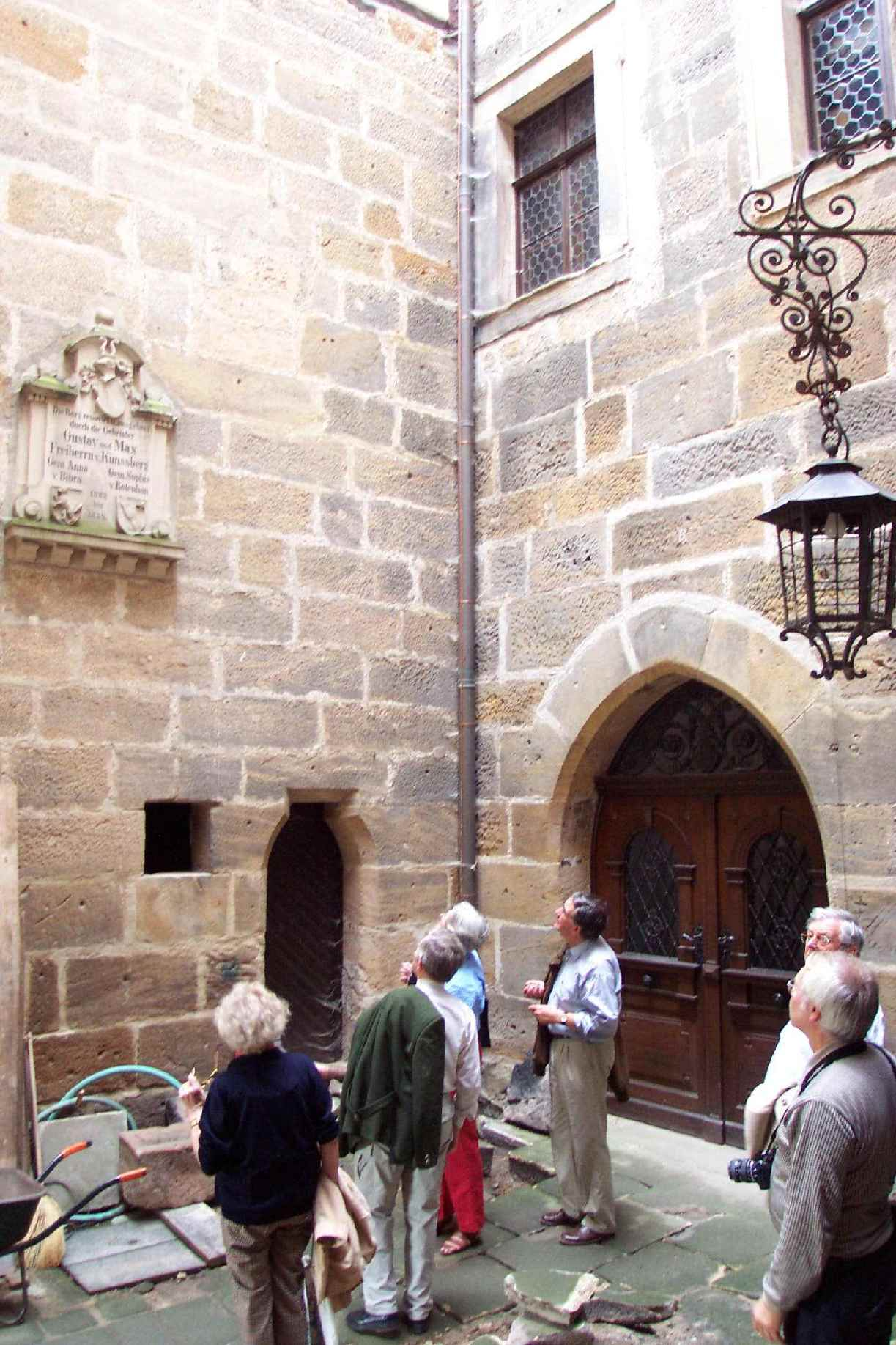
Wernstein, innerer Burghof
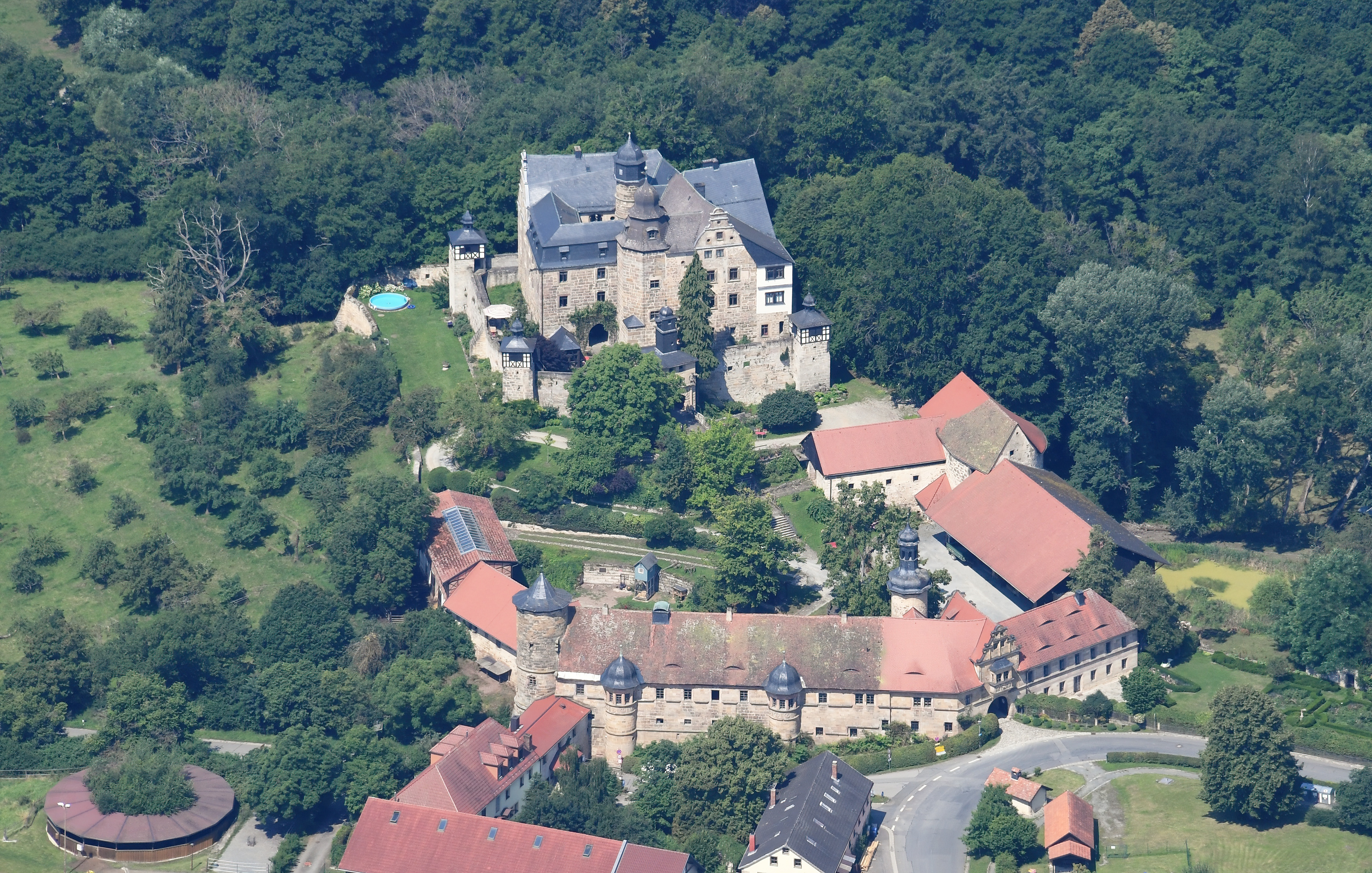
Wernstein, Luftaufnahme

## Umfeld der Burg
Wenige hundert Meter entfernt befindet sich der Waldfriedhof der Freiherrn von Künsberg mit den Gräbern einiger Angehöriger der Familie von Künsberg und dem Grab des Pianisten Wilhelm Kempff.